# کتی موریارتی
کتی موریارتی (انگلیسی: Cathy Moriarty؛ زادهٔ ۲۹ نوامبر ۱۹۶۰) هنرپیشه اهل آمریکا است. وی از سال ۱۹۸۰ میلادی تاکنون مشغول فعالیت بوده‌است.

## بخشی از فیلم‌شناسی

### سینمایی
| سال  | عنوان                      | نقش                 | توضیحات      |
| ---- | -------------------------- | ------------------- | ------------ |
| ۱۹۸۰ | گاو خشمگین                 | Vickie La Motta     | برنده جوایزی |
| ۱۹۹۰ | پلیس کودکستان              | Jillian             |              |
| ۱۹۹۵ | پاریس را فراموش کن         |                     |              |
| ۱۹۹۵ | کسپر                       | Carrigan Crittenden |              |
| ۱۹۹۶ | فوکس‌فایر (فیلم ۱۹۹۶)       | Martha Wirtz        |              |
| ۱۹۹۷ | کاپ لند                    | Rose Donlan         |              |
| ۱۹۹۷ | حفاری به چین               |                     |              |
| ۱۹۹۸ | کاسپر با وندی ملاقات می‌کند | Geri                | Video        |
| ۱۹۹۹ | اما من                     |                     |              |
| ۱۹۹۹ | دیوانه در آلاباما          | Earlene Bullis      |              |
| ۱۹۹۹ | پی.یو.ان.کی.اس             |                     |              |
| ۲۰۰۰ | شاهزاده سنترال پارک        | Mrs. Ardis          |              |
| ۲۰۰۲ | تحلیل آن                   | Patti LoPresti      |              |
| ۲۰۱۰ | شکارچی جایزه‌بگیر           | Irene               |              |
| ۲۰۱۴ | سرقت از اوباش              |                     |              |